# Inetta Nowosad
Inetta Nowosad – polska pedagog, doktor habilitowana w dyscyplinie pedagogika, dziedzinie nauk społecznych, kierownik zakładu Pedagogiki Szkolnej  Uniwersytetu Zielonogórskiego, specjalności naukowe: pedagogika porównawcza, pedeutologia, teoria wychowania, polityka oświatowa.

## Życiorys
W 2000 na podstawie rozprawy pt. Ciągłość i zmiana funkcji oraz zadań wychowawcy klasy w szkole podstawowej uzyskała w Wyższej Szkole Pedagogicznej im. Tadeusza Kotarbińskiego w Zielonej Górze na Wydziale Nauk Pedagogicznych i Społecznych stopień naukowy doktora habilitowanego nauk humanistycznych dyscyplina pedagogika specjalność pedeutologia. W 2010 na podstawie dorobku naukowego i pracy pt. Autonomia szkoły publicznej w Niemczech. Poszukiwania, konteksty, uwarunkowania otrzymała na Wydziale Pedagogiki i Psychologii Uniwersytetu Śląskiego w Katowicach stopień doktora habilitowanego nauk humanistycznych w dyscyplinie pedagogika w specjalnościach pedagogika porównawcza, pedagogika oświatowa.
Została profesorem nadzwyczajnym Uniwersytetu Zielonogórskiego (Wydział Pedagogiki, Psychologii i Socjologii, Instytut Pedagogiki) i kierownikiem Zakładu Pedagogiki Szkolnej w tej uczelni oraz profesorem nadzwyczajnym Wyższej Szkoły Humanistycznej im. Króla Stanisława Leszczyńskiego w Lesznie. Od 2002 pracuje na Wydziale Nauk Społecznych Uniwersytetu Opolskiego.